# Osjornaja (Ochotskisches Meer)
Die Osjornaja (russisch Озёрная) ist ein 48 km langer Zufluss des Ochotskischen Meers auf der russischen Halbinsel Kamtschatka.

## Flusslauf
Die Osjornaja bildet den Abfluss des Kurilensees, einem 104 m hoch gelegenen Kratersee unweit der Südspitze der Kamtschatka-Halbinsel. Die Osjornaja verlässt den See an dessen Westufer und fließt in überwiegend westlicher Richtung zum Meer. An ihrer Mündung ins Ochotskische Meer befindet sich der Ort Osernowski. Die Osjornaja entwässert ein Areal von etwa 1030 km².

## Fischfauna
Der bestandsgefährdete Rotlachs nutzt das Flusssystem der Osjornaja als Laichgewässer. Die auf Nachhaltigkeit ausgelegte Fischerei dieser Lachspopulation wurde zertifiziert.